# 고무

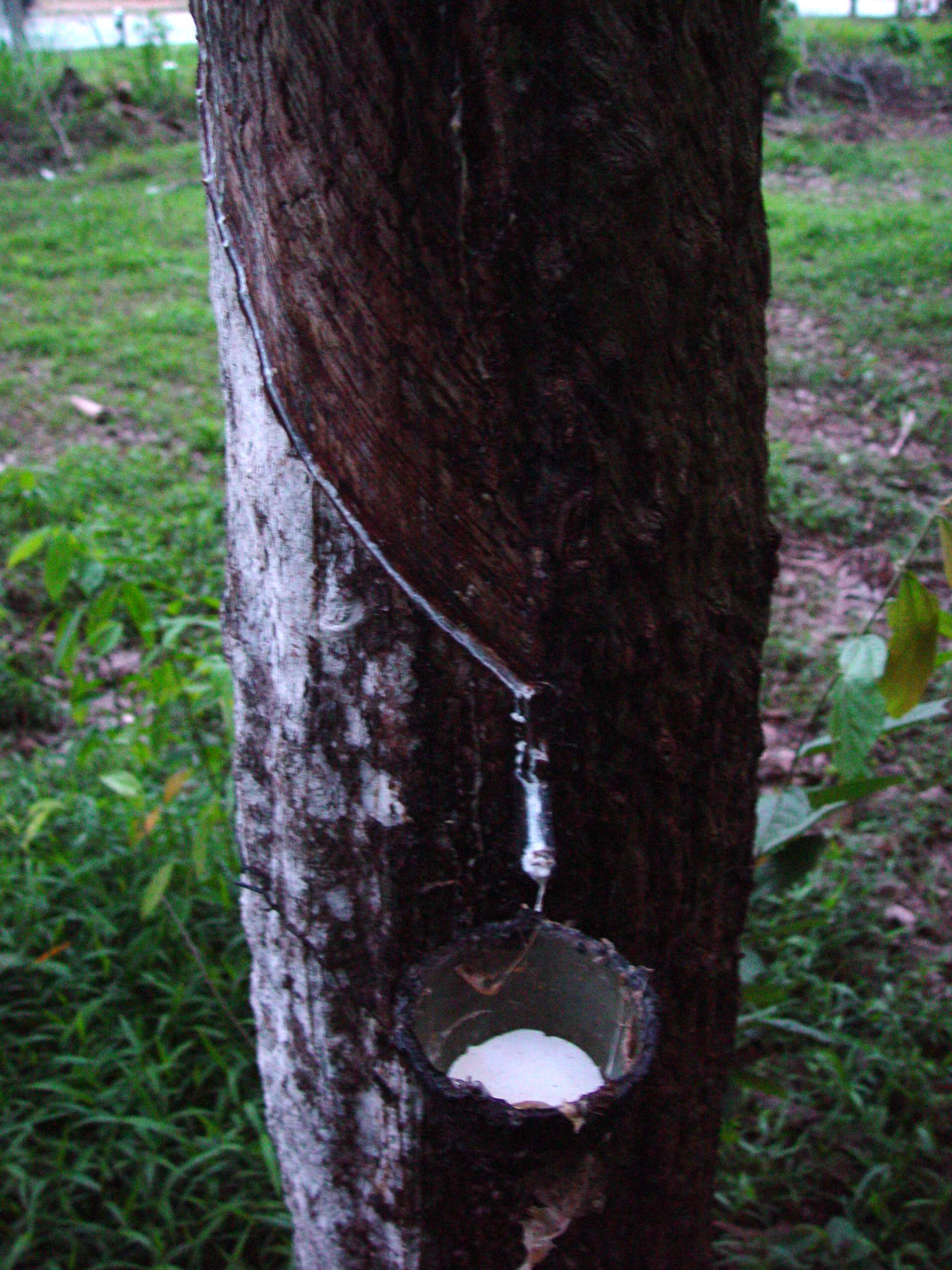
고무나무에서 유액을 받고 있다.

고무(일본어: ゴム,영어: gum)는 탄성이 있는 탄화수소 중합체이며 우유의 콜로이드 부유물이나 라텍스와 같이 일부 나무의 수액 안에서 자연스럽게 만들어진다. 탄력이 세서 타이어 만드는 데 쓰이고, 전기가 통하지 않아 전선의 피복에 쓰이는 등 용도가 다양하다.
‘고무’라는 말은 일본어 ゴム에서 왔으며, 이는 중세·고대의 유럽어 gom(네덜란드어) · gum(영어) · gomme(프랑스어) · Gummi(독일어) 등에서 온 말이다.

## 생고무의 역사

### 고무의 발견
고무의 발견은 비교적 최근의 일로서, 콜럼버스가 아메리카 대륙을 발견하고 제2차 원정(1493년 ~ 1496년)을 할 때 아이티섬에 상륙, 당시 그 섬의 주민들이 어떤 종류의 수액에서 만든 탄력성이 큰 공을 경기에 사용하고 있는 것을 본 때부터 시작되었다. 이 때까지 문명이 발달했던 유럽 사람들은 고무에 관하여 전혀 아는 바가 없었으나, 남아메리카나 중앙아메리카에서는 일찍부터 그 토지의 원주민이 coa(나무)ochu(눈물을 낸다), 즉 "수피(樹皮)에 상처를 입히면 유백색(乳白色)의 액을 내는 나무"라는 의미의 고무나무를 알고 있었다. 그들은 이 나무에서 수액을 채취, 건조·응고시켜서 탄력이 있는 물질을 만들어서 공이나 신발 혹은 항아리나 옷감에 발라서 방수용으로 쓰고 있었다. 현재 고무를 카오추크(프랑스어: caoutchouc)라고 하는 것은 이 원주민의 말에서 유래한 것이다. 그 후 상다미(C. M. Cendamin)가 아마존 유역을 탐험했을 때(1735년), 검은 고무 덩어리를 몇 개 가져와 파리의 학사원에 제출하였다. 이렇게 해서 차츰 고무에 관한 관심이 높아져서 연구가 시작되었다. 특히 찰스 굿이어가 1839년에 공업적으로 고무에다 유황을 가해 반응시키는 가황법을 발견함으로써 더욱더 탄력이 높은 것을 제조하는 기술을 개발한 이래 고무의 이용이 증가하기 시작하였다. 현재 천연고무의 산지는 실론섬·말레이 반도·보르네오 등 동남아시아가 대부분이다. 당시 영국이 고무의 미래를 내다보고 자국령이었던 이들 나라에서 적극적으로 고무원을 만들고 그 산업을 육성시켰기 때문이다. 현재 천연고무 산출량의 99%는 이와 같이 해서 재배된 고무원에서 얻어지고 있다. 또 구타펠카·바라타 등과 같이 고무나무와 똑같은 수액에서 얻어지는 것이라도 탄성이 없고 플라스틱과 같은 성질을 가진 것도 있다. 이는 생고무와는 분자의 배열이 다르기 때문이다.

### 생고무
고무나무는 수령이 5년 정도가 되면 고무 성분을 가진 수액, 즉 라텍스를 유관(乳管)에서 분비하기 시작한다. 고무나무에서 라텍스를 채취하기 위해서는 고무나무 줄기에 나이프로 상처를 내고 그 밑에 수액을 담는 컵을 놓고 수집한다. 이와 같이 해서 수집한 액에는 고무 성분이 마치 우유처럼 작은 입자로서 유화되어 있다. 원주민들은 이것을 막대기에 바르되 모닥불에 쬐면서 계속 그 위에다 바름으로써 커다란 덩어리를 만들고 있었다. 현재 공업적으로는 수액에 암모니아 등의 유화안정제를 가하여 라텍스인 채로 공장에 보내든지 또는 라텍스에 개미산·초산 등의 응고제를 가해서 고무 성분을 응고시켜 일정한 두께로 펴고 열기로 건조시켜서 담황색의 생고무로서 내보낸다. 라텍스에서 얻어진 고무(생고무)는 그대로는 탄력이 강하지 못하다. 즉 세게 늘이면 늘여진 것이 되돌아가지 않게 되고, 오랜 기간이 지나면 노화해 버리기 쉽다.

### 생고무의가황
생고무는 그대로는 사용하기가 나쁘지만, 이것에다 유황을 반응시켜서 가황하면 대단히 탄력이 강한 고무로 만들 수가 있다. 고무 공장에서는 생고무를 로울로써 적당히 반죽하되 여기에 유황·가황촉진제·안정제·카본 블랙 등을 가해서 균일하게 반죽한다. 이렇게 배합된 생고무를 틀에 넣어서 150°C 안팎으로 가열하면 고무 분자와 유황 분자가 반응해서 탄력이 강한 고무 제품이 만들어진다. 가황된 고무는 유황분자가 고무분자와 고무분자 사이에 다리를 걸치는 모양으로 결합되어 있다. 이와 같은 가교가 있기 때문에 잡아당겨져도 고무분자가 서로 미끄러지기 어렵게 되어 있어서 강한 탄력을 나타낸다. 또 카본블랙도 강력히 고무분자와 부착하고 있고, 더구나 카본 블랙끼리 약한 결합을 하고 있어서 고무의 강도를 크게 하고 있다. 카본 블랙을 첨가한다는 착안은 원주민들이 불에 쬐면서 굳힌 고무가 라텍스를 약품으로 응고시킨 것보다 더욱 강하다는 점에 주목해서, 이것은 불에 쬘 때의 그을음에 원인이 있는 것이라고 생각한 데서 연유한다. 오랜 역사 동안에 사람들이 이유를 모르면서 행해 온 것에 중요한 과학적 의미가 있었다는 하나의 예라고 할 수 있다.

## 고무의 신장과스판덱스

### 스판덱스(spandex)의 신장(伸張)
현재 고무 이외에 탄성을 가진 것이 여러 가지로 합성되어 있다. 천연고무의 탄성에 관해서 이야기를 하기 전에 그들 합성물질의 탄성에 관하여 생각해 보자. 스포츠, 특히 씨름이나 레슬링 경기에서는 서포터(supporter)를 흔히 사용한다. 또 양말의 윗부분에는 신축성이 좋은 것이 쓰이고 있다. 이들의 대부분은 스판덱스(spandex)
라고 하는 고분자 물질로서, 실이면서도 고무와 같이 외력(外力)에 비례해서 변형하고, 힘을 제거하면 되돌아가는 성질이 있다.
스판덱스는 미국의 듀퐁 사(社)를 중심으로 해서 개발된 폴리우레탄 탄성사(彈性絲)의 상품명이다. 이 실의 분자 구성은 폴리우레탄으로 되어 있는 고결정성(高結晶性) 부분과 폴리에테르나 폴리에스테르로 된 비결정성(非結晶性) 부분이 블록 코폴리머를 형성한 쇄상 고분자이다. 그리고 이것이 폴리우레탄으로 된 고결정 부분이 서로 집결해서 결합되고, 또 물질에 따라서는 다시 가교결합(架橋結合)을 시켜서 삼차원적인 망상(網狀)구조를 하고 있다. 외부에서 잡아당기는 힘이 가해지면 그 때까지 사방으로 향해 있던 유연(柔軟)한 부분은 잡아당기는 방향으로 배열이 바뀐다. 그 때문에 전체적으로 신장된다. 그러나 폴리우레탄 부분은 분자쇄(分子鎖)끼리 서로 결합되어 있으므로 분자쇄 자체는 움직이지 않으며 외력이 없어지면 비결정 부분은 다시 원래의 여러 방향으로 되돌아가서 전체적으로 수축한다. 앞에서 고무줄을 잡아당겼을 때의 고무분자의 움직이는 모양을 설명했는데 그것과 똑같은 일이 스판덱스의 경우에도 일어나는 것이다.

### 고무의 신장
고무의 신장하는 기구는 스판덱스의 신장과 똑같은 것이다. 다만 고무의 경우, 고무 분자의 이동을 못 하게 하고 있는 것은 유황에 의한 고무 분자의 가교이고, 스판덱스에서는 그것이 폴리우레탄 부분의 결합인 것이다. 이와 같은 고무적 탄성을 나타내는 물질이라고 하는 것은 상온 부근에서 적당히 유동하기 쉬운 유연한 분자쇄를 가지고, 더구나 여기저기에 분자쇄의 이동을 막는 가교가 있는 구조를 가진 것을 말한다. 이것과 유사한 한층 거시적 구조를 가지고 있는 것이 앞에서 말한 고무 편직(編織) 구조이다.

## 종류

### 천연 고무
천연 고무 라텍스의 주된 원천은 파라고무나무(Hevea brasiliensis)이다. 헨리 위컴(Henry Wickham)은 1876년에 브라질로부터 수천 개의 종자를 모았고 영국의 Kew Gardens에 심어서 키웠다. 이 묘종은 다시 콜롬보, 인도네시아, 싱가포르, 브리티시 말라야에 보내졌다. 나중에는 말라야가 고무 최대 생산지가 되었다.
라텍스의 주성분은 폴리아이소프렌이나, 부성분에 의해 라텍스 알레르기가 생긴다.
라텍스를 포함하는 다른 식물로는 무화과나무속, 카스틸라, 유포르비아를 들 수 있다. (일반적으로 민들레) 이들이 고무의 주된 원천은 아니지만, 독일은 세계 2차 대전 동안 이러한 원천을 사용하려고 했다. 이러한 시도는 나중에 합성 고무의 개발에 힘을 실어 주었다.

### 합성 고무
합성 고무는 중합체를 생산하기 위해 하나의 단위체의 중합 반응 또는 단위체의 혼합을 통해 만들어진다. 이들은 중합체 과학과 고무 기술에서 연구되는 제품의 일부를 형성한다.
이소프렌분자가 수천개나 결합되어 이루어진 쇄상(鎖狀)의 고분자가 천연고무라는 것을 알게 되자 인공적으로 이와 같은 고무 탄성체를 합성하려는 연구가 시작되었다. 합성고무의 연구는 이미 1860년경부터 착수되었는데, 그 후 약 50년간은 그러한 연구가 성공을 거두지 못하였다.

#### 합성고무 제조의 역사
우선 연구자들은 이소프렌을 중합시켜서 천연고무와 똑같은 분자구조를 가진 고분자 물질을 만들려고 했다. 그러나 당시의 기술로써는 아무리 해도 이소프렌을 천연고무처럼 분자의 양단으로 연결하지 못하였고, 더구나 이소프렌의 이중결합이 시스형인 것을 만들지 못하였다. 만들어 낸 것은 여러 가지 결합 방법으로 연결시킨 중합도(重合度)가 낮은 고분자의 혼합물뿐이었다. 이것은 유연하고 차진 것이기는 하지만 천연고무와 같이 강한 탄성을 가진 것과는 아직도 거리가 먼 물질이었다. 결국 이소프렌을 천연고무와 똑같은 구조로 종합하는 방법에 성공한 때는 1954년에 와서였다. 천연과 동일한 구조의 것을 만든다는 것이 얼마나 어려운 것인가를 보여 주는 좋은 예이다.
이보다 앞서 고무탄성체를 최초로 합성한 곳은 독일이었다. 제1차 대전 중 독일은 천연고무 자원을 가지지 못하였고 천연고무의 수입도 막혔으므로 고무탄성체의 합성의 필요성이 절박했었고, 다이메틸뷰타다이엔을 원료로 하여 최초의 합성고무를 만들었다. 이것은 메틸고무라고 불리었는데, 성능이 떨어지므로 전쟁 종결과 동시에 제조하지 않게 되었다.
그 후 독일에서는 뷰타다이엔을 원료로 폴리뷰타다이엔 고무를, 미국에서는 나일론합성으로 유명한 캐로더스 등의 연구로 클로로프렌을 원료로 해서 클로로프렌 고무(네오프렌)가 개발되었다(1931년). 뷰타다이엔과 스티렌, 부타디엔과 아크릴로니트릴을 공중합(供重合)시킨 고무 등도 계속 합성되었다.
합성고무공업이 급속히 발전한 것은 제2차 대전 중 미국에서 석유화학공업이 진보하여 이것으로부터 합성고무의 원료가 대량으로 얻어졌기 때문이다. 현재에는 각양 각색의 합성고무가 생산되고 있으며 천연고무와 거의 같은 양이 천연고무와 경쟁적으로 사용된다. 합성고무는 천연고무에는 없는 여러 가지 성질을 갖게 할 수가 있으므로 최근 급속히 그 용도가 넓어지고 있다. 대표적인 합성고무와 그.성질은 다음과 같다.

#### 스티렌－부타디엔 고무(SBR)
스티렌－부타디엔 고무(styrene-butadiene rubber, SBR)는 합성고무의 대표적인 것이며, 생산량은 합성고무의 대부분을 차지하고 있다. SBR은 뷰타다이엔과 스티렌을 수중에서 유화(乳化)시켜 과산화물 등의 촉매를 가지고 중합시킨 공중합물이다. 부타디엔과 스티렌의 구성비에 의하여 여러 종류의 것이 만들어진다. 일반적으로 사용되는 것은 부타디엔이 약 75%, 스티렌이 25%인 조성으로 된 것이며 물엿색깔을 한 고무상(狀)의 물질이다. 스티렌의 함유량을 증가시키면 차차 백색의 단단한 물질이 된다. 스티렌의 함유량이 75%까지 많아진 것을 하이스티렌 SBR라고 하는데, 이것은 오히려 수지상의 것으로서 성형용으로도 쓰인다. 뷰타다이엔과 스티렌의 조성비와 고무분자 사슬의 유리전이온도(glass transition temperature)의 관계는 다음과 같이 설명할 수 있다. 스티렌의 함유량이 높아지면 분자 사슬은 차차 움직이기 어렵게 된다. 한편 부타디엔만을 중합시켜서는 중합도가 낮은 저분자량인 폴리뷰타다이엔이 된다. 따라서 이것은 쉽게 분자사슬이 움직이게 되고(유리전이온도가 낮다.) 탄력이 없다. 그런데 여기에 벤젠핵과 같은 큰 원자단을 가진 스티렌 분자가 공중합하여 들어오면 분자사슬의 얽힌 모양을 좋게 함과 동시에 중합도도 높아져서 원하는 고무적 성질이 갖추어지게 된다고 볼 수 있다. 뷰타다이엔과 스티렌의 조성이 같아도 고온에서 중합시킨 것과 저온에서 중합시킨 것과는 성질이 달라진다. 고온에서 중합시킨 편이 부타디엔과 스티렌이 한층 더 무질서하게 배열되고, 또 분지가 많은 것이 생기므로 저온의 것보다는 유연하게 되는 경향이 있다. SBR은 내노화성·내후성(耐候性)·내마찰성·내유성(耐油性) 등에서는 천연고무보다 우수하지만 탄력성은 약간 뒤떨어진다. 구두창이나 각종 가정용 기구의 고무부분을 비롯해서 타이어에도 쓰이고 있다.

#### 아크릴로니트릴－부타디엔 고무(NBR)
아크릴로니트릴－부타디엔 고무(acrylonitrile-butadiene rubber, NBR)는 부타디엔과 아크릴로니트릴을 75대 25의 비율로서 SBR와 동일하게 공중합시킨 것이다. 아크릴로니트릴은 시아노기(－CN)라고 하는 극성이 강한 기(基)를 가지고 있다. 내유성이 풍부하고 내노화성이나 내마찰 강도가 우수하다.

#### 폴리클로로프렌(클로로프렌 고무)
폴리클로로프렌(polychloroprene) 또는 클로로프렌 고무(chloroprene gum)는 앞에서 설명한 바와 같이 뒤퐁사의 캐로더스가 개발한 합성고무이며, 클로로프렌을 중합시켜서 만든 것이다. 클로로프렌은 천연고무의 이소프렌의 메틸기(基)가 염소원자로 바뀐 것이다. 클로로프렌 자체는 중합하기 쉽고, 촉매 없이 가열하는 것만으로 중합하며, 흰 괴상(塊狀)의 폴리클로로프렌(상품명：네오프렌)으로 된다. 이것은 내후성·내노화성·내유성이 뛰어나므로 전선케이블의 피복이나 차량의 공기 용수철, 토목공사용 고무벨트 등에 널리 쓰이고 있다.

#### 부틸고무
부틸고무는 이소부틸렌에 이소프렌을 수%를 공중합시킨 것이다. 이소부틸렌의 메틸기의 영향으로 분자사슬이 움직이기 어렵고 따라서 탄성이 약하다. 또 이중결합이 적으므로 내후성·내약품성이 우수하다. 또 반대로 가황을 하기 어렵고, 기계적 강도도 약하다.

#### EP 러버
에틸렌과 프로필렌을 공중합시키면 각각 단독인 때와는 달리 결정이 잘 안 된다. 그러한 것은 고무상 성질을 나타내는 것이다. 그러나 에틸렌이나 프로필렌의 폴리머에는 이중결합이 없으므로 가황은 할 수 없다. 따라서 1.4헥사디엔 등을 가해서 3성분으로 삼원공중합(三元供重合)을 만들고, 폴리머에는 이중결합을 두어서 이것을 사용하여 가황한다. 원료가 에틸렌·프로필렌 등 석유화학공업에서 대량으로 공급되고 있는 것이기 때문에 그 개발이 주목되고 있다.

#### 티오콜
티오콜(thiokol)은 다황화계(多黃化系) 합성고무이며, 에틸렌과 유황이 사슬 모양으로 연결된 것이다. 합성하는 데는 이염화 에틸렌과 다황화 칼륨을 반응시킨다. 내유성·내노화성이 우수하므로 기름을 사용하는 장소에서 많이 쓰이고 있다.

#### 실리콘 고무
상온 정도에서 유동하기 쉬운 분자 사슬을 가지고 있으며 더구나 여러 군데에 가교가 있는 것은 고무 성질을 가졌기 때문이다. 이와 같은 구조를 가진 것은 이상에서 설명한 바와 같은 탄화수소뿐만 아니라 무기물질에도 있을 수 있다. 디메틸 실란디올을 축합시키면 SiOSi의 결합을 가진 실리콘고무가 된다. 탄소원자에 비해서 규소원자는 훨씬 크고 열운동하기가 어렵다. 그러나 산소원자가 그 사이에 끼어 있기 때문에 규소원자는 산소규소 결합축을 중심으로 회전이 비교적 자유롭다. 이 때문에 이런 종류의 쇄상고분자는 상온하에서도 적당히 유동하기 쉬운 경향이 있다. 분자사슬을 가교하는 데에는 가황 대신에 메틸 실란트리올을 소량 사용한다. 실리콘 고무는 내열성·내한성에 뛰어난 성질이 있으며, 내약품성·내유성도 우수하다.

## 성분
고무는 고유의 물리적, 화학적 성분을 이룬다. 고무의 응력 변형 행위는 멀린스 효과, 팬 효과를 나타내며 탄력 과다로 묘사되기도 한다.

## 목재로서의 고무
고무는 수액으로 가공하는 것 이외에도 고무나무 자체를 목재로 사용하기도 한다. 고무나무는 상당히 고품질 목재이다.

## 같이 보기
- 가압 도전성 고무
- 고무줄
- 라텍스
- 고무 테러

## 참고 문헌
- 이 문서에는 다음커뮤니케이션(현 카카오)에서 GFDL 또는 CC-SA 라이선스로 배포한 글로벌 세계대백과사전의 내용을 기초로 작성된 글이 포함되어 있습니다.